# Njuhe
Njuhe su naseljeno mjesto u općini Foči-Ustikolini, Federacija BiH, BiH. Nalaze se na lijevoj obali rijeke Drine, uzvodno od Ustikoline.
Godine 1950. pripojeno joj je naselje Ljubuša (Sl.list NRBiH, br.10/50).

## Stanovništvo
| Narod     | Popis 1961. | Popis 1971. | Popis 1981. | Popis 1991. |
| --------- | ----------- | ----------- | ----------- | ----------- |
| Hrvati    | 1           |             |             |             |
| Muslimani | 224         | 276         | 240         | 199         |
| Srbi      | 23          | 45          | 36          | 22          |
| ostali    | 6           | 1           | 2           |             |
| Ukupno    | 254         | 322         | 278         | 221         |